# Kiss in the Sky
Kiss in the Sky è il quarto album in studio della cantante giapponese Misia, pubblicato nel 2002.

## Tracce
1. Nemurenu Yoru wa Kimi no Sei (眠れぬ夜は君のせい) – 5:22
2. Over Bit – 5:01
3. Destiny's Rule – 4:13
4. Laila – 4:34
5. Koiuta (恋唄) – 4:19
6. Don't Stop Music! – 4:25
7. Fly Away – 5:22
8. Always – 5:33
9. Kaze ni Fukarete (風に吹かれて) – 5:27
10. Hatenaku Tsuzuku Story (果てなく続くストーリー) – 6:25
11. Shining Star – 5:15
12. Taiyō ga Iru Kara (太陽がいるから) – 5:30
13. Tobikata wo Wasureta Chiisana Tori (飛び方を忘れた小さな鳥) – 4:31